# Rhynchospora macrostachya
Rhynchospora macrostachya är en halvgräsart som beskrevs av John Torrey och Asa Gray. Rhynchospora macrostachya ingår i släktet småag, och familjen halvgräs. Inga underarter finns listade i Catalogue of Life.